# 록스미스 애니메이션
록스미스 애니메이션(영어: Locksmith Animation)은 영국의 애니메이션 제작사이다. 2014년 엘리자베스 머독의 후원으로 세라 스미스와 줄리 록하트가 설립하였다.

## 작품 목록
- "고장난 론" (2021)